# سیارک ۱۱۵۷۱
سیارک ۱۱۵۷۱ (به انگلیسی: 11571 Daens، نامگذاری:1993OR8) یازده هزار و پانصد و هفتادمین سیارک کشف شده‌است که در ۲۰ ژوئیه ۱۹۹۳ کشف شد.
قدر مطلق سیارک برابر ۱۳٫۹۰ است.